# Абас I Велики
Абас I Велики (Абас I Персијски, Abbas I, персијски شاه عَباس بُزُرگ, арапски عباس الأول; Херат, 27. јануар 1571 — Мазандаран, 19. јануар 1629) је био сафавидски шах, односно сафавидски владар Персије. Владао је 40 година, и остао је упамћен као најбољи и највећи шах Сафавида, као и један од највећих персијских владара уопште. Шах Абас је био интелигентна, стрпљива, искалкулисана и предузимљива особа. Током његове владавине, Сафавидско царство је било највеће.
Он је најпознатији владар из династије Сафавида као и један од највећих муслиманских владара. Почетком октобра 1588. постао је владар Персије, збацивши свога оца Мухамеда са власти. Владао је Персијом до смрти 1629. године.
Пренео је престоницу Персијског царства из Казфина у Исфахан 1598. године. У ратовима је освоио Авганистан, Јерменију, као и неке делове Грузије и Турске.
Абас I је модернизовао Персију. Одмах по ступању на престо обуздао је туркменске вође који су до тада фактички владали државом. Извршио је административне реформе, осавременио армију и подстакао трговину. Године 1590, је завршио рат са Турском, привремено јој дајући део територије, да би могао да истера Узбеке из североисточних делова земље. До 1618. године је повратио земље које је уступио Турској. Абас је такође заузео део Ирака око Персијског залива.
Убрзо после преношења престонице у Исфахан на Абасовом двору се појавио Енглез Роберт Ширлеј (Robert Shirley), коме је шах поверио реорганизацију и реформу армије. Том осавремењеном армијом Абас је победио Турке 1603. године, присиливши их да претходно одузете територије међу којима и Багдад врати Персији. Године 1605, извојевао је победу у бици код Басре, и тиме проширио државу и на територије иза Еуфрата. Османски султан Ахмед I је 1611. године био приморан да врати Курдистан и Ширван.
Под Абадом је избио устанак Грузијаца 1615. године који је он угушио убивши око 60.000 Грузијаца, а око 100.000 је депортовао. Потом је победио Турско-татарску војску у Ираку и склопио по Персију повољан мир. Године 1622, је уз помоћ Енглеза окупирао острво Ормуз које је до тада било португалска колонија.
У кратком рату 1623. одузео је Могулима Кандахар, који је већ дуже од века био битна стратешка тачка и предмет сукоба.
Абас I Велики је био и дипломата. Слао је посланика у Шпанију, Италију и Енглеску склапајући савезе против Османлија. У својој држави је пропагирао верску толеранцију.
Наредио је да се убије његов најстарији син, а за наследника је прогласио свог унука Сафија.
За време његове владавине у земљи су изграђени многи путеви, мостови и монументалне грађевине, нарочито у главном граду Исфахану, где има више арихтектонских достигнућа, која су и данас главне туристичке атракције града. Такође су појачане трговачке и културне везе са Европом. За време Абаса великог цветала је трговина . Путеви земље су били обезбеђени, и постојао је велики број каравансараја, великих преноћишта за путнике и трговце. Многи су очувани и данас. Трговало је се текстилима, свилом, зачинима,а међу персијским обележјима из владавине Абаса Великог су персијски ћилима и теписи, са дивним склопом боја на себи и квалитетни, као и персијске минијатуре и радови, као и калиграфски у мањим количинама. Абас је из Кине дипломатски довезао 500 изврсних керамичара који су му направили одличне радове за трговину. Био је први персијски владар који је слао младе сликаре на школовање у Италију. Био је заинтересован за хришћанско учење, и његов двор је често био угоститељ разним европским уметницима, теолозима и амбасадорима. Његово владање је раздобље највећег успона државе Сафавида.
Кад је умро оставио је државу која се протезала од реке Тигар до иза Инда.